# David Groh
Pour les articles homonymes, voir Groh.
David Groh (New York, 21 mai 1939 - Los Angeles, 12 février 2008) est un acteur américain.

## Biographie
Il est principalement connu pour son rôle du sitcom des années 1970, Rhoda, où il interprétait le mari du personnage principal. Groh devint instantanément célèbre en 1974 lorsqu'il obtint le rôle de Joe Gerard, mari de Rhoda Morgenstern (interprété par Valerie Harper), dans ce qu'on voulait la suite du Mary Tyler Moore Show (en). Mais dès la troisième saison, le couple divorçait et eut aussi raison de la série qui se termina au bout de trois ans. Par la suite, il tint des seconds rôles dans des séries comme Police Story ou dans le soap General Hospital, où il interprétait le rôle de D.L. Brock.